# The National (CBC)
The National é um telejornal canadense produzido e transmitido pela CBC desde 1954.

## Apresentadores
- Peter Mansbridge  (segunda a quinta)[1]
- Wendy Mesley (sexta e domingo)[2]
- Andrew Nichols (sábado)[3]